# خالد حمدي
خالد حمدي كاتب ومؤلف سوري. تخصص في كتابة سيناريو وحوار المسلسلات. وقد كتب سيناريو وحوار مسلسلات كثيرة وتعاون مع مخرجين عديدين. وكان أول مسلسل بدوي يكتب سيناريو له وضحا وابن عجلان استنادا على قصة أحمد العبادي، وكان المسلسل من بطولة يوسف شعبان وسلوى سعيد وإخراج غسان جبري.
كتب كذلك قصة «الحب والشتاء» وأعد لها السيناريو والحوار. كان العمل من إخراج صلاح أبو هنود عام 1977. وكذلك فعل مع المسلسل البدوي ساري بطولة طلحت حمدي ومنى واصف وملك سكر وإخراج علاء الدين كوكش أنتج أيضاً في عام 1977 في تلفزيون دبي. وفي مسلسل تعاون فيه مع المخرج علاء الدين كوكش بعنوان راس غليص أنتج عام 1976 عن قصة حقيقية روتها «السيدة مريم المشيني» كتب خالد حمدي سيناريو وحوار المساسل. وتعاون مع صلاح أبو هنود ثانية في مسلسلين بدويين، الأول رجم الغريب والثاني نمر العدوان وكلاهما قصص روكس بن زائد العزيزي.